# Mastidiores
Mastidiores is een geslacht van spinnen uit de familie mierenjagers (Zodariidae).

## Soorten
Het geslacht kent de volgende soort:
- Mastidiores kora Jocqué, 1987